# Plan de Ayala, Putla Villa de Guerrero
Plan de Ayala är en ort i Mexiko.   Den ligger i kommunen Putla Villa de Guerrero och delstaten Oaxaca, i den sydöstra delen av landet, 290 km sydost om huvudstaden Mexico City. Plan de Ayala ligger 965 meter över havet och antalet invånare är 153.
Terrängen runt Plan de Ayala är kuperad åt sydväst, men åt nordost är den bergig. Runt Plan de Ayala är det ganska tätbefolkat, med 75 invånare per kvadratkilometer. Närmaste större samhälle är Putla Villa de Guerrero, 9,7 km sydväst om Plan de Ayala. I omgivningarna runt Plan de Ayala växer i huvudsak blandskog.